# Marmosa constantiae
Marmosa constantiae é uma espécie de marsupial da família Didelphidae. Pode ser encontrada na Argentina, Bolívia e Brasil. É conhecida em inglês como white-bellied woolly mouse opossum e em espanhol como marmosa lanuda de vientre pálido, que traduzido para o português significaria cuíca-lanosa-de-ventre-branco ou cuíca-lanosa-de-ventre-pálido.